# Glyn Ford
Glyn Ford (* 28. Januar 1950 in Gloucester) ist ein britischer Politiker der Labour Party.

## Leben
Ford studierte Geologie. Von 1976 bis 1984 lehrte er an der University of Manchester. Von 1984 bis 14. Juli 2009 war Ford Abgeordneter im Europäischen Parlament. Er schrieb mehrere Bücher.

## Werke
- Fascist Europe, Pluto Press, 1991
- Evolution of a European, Spokesman, 1993
- Changing States, Mandarin, 1996